# Liste der österreichischen Botschafter in Mexiko

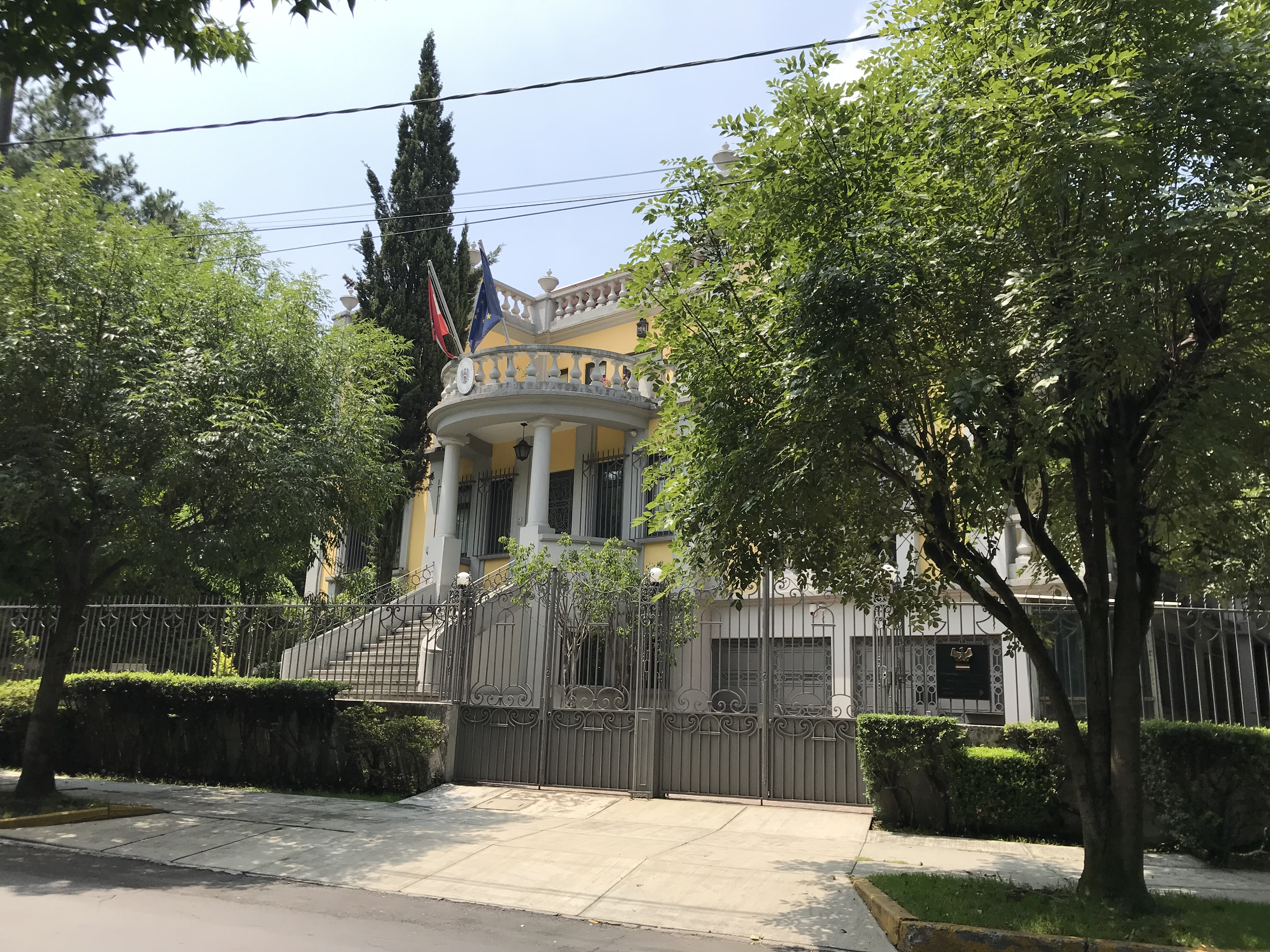
Österreichische Botschaft in Mexiko-Stadt

Die Liste österreichischer Gesandter in Mexiko führt die Gesandten und Botschafter, die obersten Vertreter des Kaisertums Österreich, Österreich-Ungarns, dann der Republik Österreich in der Vereinigte Mexikanische Staaten, dem (2.) Kaiserreich Mexiko, heute den Vereinigten Mexikanische Staaten (Estados Unidos Mexicanos) an.

## Geschichte
Die Regierungen von Antonio López de Santa Anna und Kaiser Ferdinand I. (Kaisertum Österreich) erkannten sich 1842 wechselseitig an.
Am 10. April 1864 nahm Erzherzog Maximilian, der jüngere Bruder von Kaiser Franz Joseph I. von Österreich, die ihm angebotene Kaiserkrone von Mexiko an. Franz Joseph I. entsandte Guido von Thun und Hohenstein zu Maximilian I. und erkannte somit dessen Regierung an. Maximilians Regierung wurde in der Folge gestürzt, Maximilian selbst 1867 standrechtlich zum Tod verurteilt und hingerichtet. Daraufhin bestanden mehr als 30 Jahre keine diplomatischen Beziehungen.
Nach einem Abkommen zwischen Österreich-Ungarn und Mexiko vom 23. März 1901 wurden die diplomatischen Beziehungen wieder aufgenommen.
Während der Ständestaatsdiktatur unter Schuschnigg bestand nur eine Botschaft ohne Botschafter; mit dem „Anschluss“ an das Deutsche Reich vom 13. März 1938 wurde die Vertretung hinfällig. Mexiko war dann der weltweit einzige Staat, der die Annexion Österreichs vor dem Völkerbund offiziell verurteilte; 1956 benannte Wien zum Dank dafür seinen Mexikoplatz.
Nach dem Krieg wurden die diplomatischen Beziehungen wiederhergestellt, die Botschaft wurde 1949 wieder besetzt. Ab den 1950er Jahren war der Botschafter in Mexiko auch in Kuba und den zentralamerikanischen Republiken
(Costa Rica,
El Salvador,
Guatemala,
Honduras,
Nicaragua, und
Panama)

mitakkreditiert.

## Die Österreichische Botschaft Mexiko
Die österreichische Botschaft befindet sich heute in der Sierra Tarahumara 420, Stadtteil Colonia Lomas de Chapultepec, Mexico, D.F. (11000).
An der Botschaft befindet sich heute auch das Kulturforum Mexiko.
Neben der Botschaft bestehen vier konsularische Vertretungen (Honorarkonsulate) Österreichs in Mexiko: Cancún, Guadalajara, Monterrey, und Tijuana. Das Konsulat Mérida ist (Stand Januar 2020) vorübergehend geschlossen.

## Liste österreichischer Gesandter und Botschafter
| Ernennung Akkreditierung | Name                                  | Bemerkungen | ernannt von                                                       | akkreditiert bei der Regierung | Posten verlassen                                  |
| ------------------------ | ------------------------------------- | --- | ----------------------------------------------------------------- | ------------------------------ | ------------------------------------------------- |
| 3. September 1864        | Guido Graf von Thun und Hohenstein    | 1868–1869 Gesandter in Preußen                                                                                    | Franz Joseph I. (Kaisertum Österreich)                            | Maximilian I. (Mexiko)         | 1866                                              |
| 1. Jänner 1867           | Eduard von Lago                       | Geschäftsträger                                                                                                   | Franz Joseph I. (Österreich-Ungarn)                               | Maximilian I. (Mexiko)         | 18. Juni 1867                                     |
| 18. Juni 1901            | Gilbert von Hohenwart zu Gerlachstein | | Franz Joseph I. (Österreich-Ungarn)                               | Porfirio Díaz                  | 10. September 1905                                |
| 23. Oktober 1906         | Karl von Giskra                       | 1906 / 1907 auch k.u.k. Gesandter in Chile; 1909 Gesandter in Bulgarien                                           | Franz Joseph I. (Österreich-Ungarn)                               | Porfirio Díaz                  | 21. März 1909                                     |
| 21. März 1909            | Maximilian Hadik von Futak            | | Franz Joseph I. (Österreich-Ungarn)                               | Francisco León de la Barra     | 30. Juni 1911                                     |
| 30. Juni 1911            | Franz Riedl von Riedenau              | Franz Joseph I. (Österreich-Ungarn)                                                                               |                                                                   | Victoriano Huerta              | 1. Oktober 1913                                   |
| 15. Oktober 1913         | Koloman von Kánya                     | Amtssitz war 2a Calle de Orizaba 42; 1925–1933 ungarischer Gesandter in Berlin, ab 1933 ungarischer Außenminister | Franz Joseph I. (Österreich-Ungarn)                               | Victoriano Huerta              | 11. November 1918                                 |
| 13. Mai 1930             | Edgar Leo Gustav Prochnik             | Geschäftsträger, gleichzeitig bei den Vereinigten Staaten akkreditiert                                            | Bundespräsident Miklas, Bundesregierung Schober III               | Pascual Ortiz Rubio            | 13. März 1938 („Anschluss“ an das Deutsche Reich) |
| 1949                     | Wolfgang Höller                       | ab 1951 an der Handelsmission Mexiko                                                                              | Bundespräsident Renner, Bundesregierung Figl I oder II            | Miguel Alemán Valdés           | 1955                                              |
| 1955                     | Rudolf Baumann                        | | Bundespräsident Körner, Bundesregierung Raab I                    | Adolfo Ruiz Cortines           | 1961                                              |
| 7. Juni 1961             | Erich Filz                            | | Bundespräsident Schärf, Bundesregierung Gorbach I                 | Adolfo López Mateos            | 11. Februar 1966                                  |
| 15. Februar 1966         | Hans Thalberg                         | | Bundespräsident Jonas, Bundesregierung Klaus I                    | Gustavo Díaz Ordaz             | 8. November 1971                                  |
| 2. Oktober 1972          | Eugen Buresch                         | | Bundespräsident Jonas, Bundesregierung Kreisky II                 | Luis Echeverría Álvarez        | 27. August 1977                                   |
| 1977                     | Alfred Missong jun.                   | | Bundespräsident Kirchschläger, Bundesregierung Kreisky III        |                                | 1982                                              |
| 26. Februar 1982         | Heimo Kellner                         | | Bundespräsident Kirchschläger, Bundesregierung Kreisky IV         | Miguel de la Madrid Hurtado    | 1987                                              |
| 1988                     | Klaus Daublebsky                      | | Bundespräsident Waldheim, Bundesregierung Vranitzky II            |                                | 1994                                              |
| 1994                     | Kurt Hengl                            | | Bundespräsident Klestil, Bundesregierung Vranitzky III oder IV    |                                | 1997                                              |
| 1997                     | Helga Winkler-Campagna                | | Bundespräsident Klestil, Bundesregierung Klima                    |                                | 2000                                              |
| 2001                     | Rudolf Lennkh                         | | Bundespräsident Klestil, Bundesregierung Schüssel I               | Vicente Fox Quesada            | 2005                                              |
| 2005                     | Johannes Druml                        | | Bundespräsident Fischer, Bundesregierung Schüssel II              |                                | 2009                                              |
| 2009                     | Alfred Längle                         | | Bundespräsident Fischer, Bundesregierung Faymann I                | Felipe Calderón Hinojosa       | 2014                                              |
| 14. Februar 2014         | Eva Hager                             | | Bundespräsident Fischer, Bundesregierung Faymann II               | Enrique Peña Nieto             | 2017                                              |
| Nov. 2017                | Franz Josef Kuglitsch                 | |                                                                   |                                | 2021                                              |
| Feb. 2021                | Elisabeth Kehrer                      | | Bundespräsident Alexander Van der Bellen, Bundesregierung Kurz II | Andrés Manuel López Obrador    |                                                   |